# بطاقة هوية الطالب الدولية
بطاقة الطالب الدولية، تسمى بطاقة ISIC (بالإنجليزية: international student identity card)‏ أصدرت منذ عام 1953 بواسطة جمعية ISIC، وهي منظمة غير ربحية في توفير خدمة السفر، تابعة لتحالف السفر الطلابي الدولي (ISTC)، واعتمدت من قبل اليونسكو في عام 1968. واليوم يتم توزيع هذه البطاقة من خلال موزعي ISIC الرسميين. بالإضافة إلى ذلك، أصبحت بطاقة ISIC الآن بطاقة الطالب الرسمية للمدارس الكبرى مثل المدرسة العليا للتجارة بفرنسا أو مدارس باريس تك.
تهدف هذه البطاقة إلى السماح للطلاب بالحفاظ على وضعيتهم كطلبة بغض النظر عن بلدهم الأصلي. وتمنحهم الحق في التخفيضات في كافة مجالات الحياة اليومية وتهدف كذلك إلى دعم الطلبة وتقليل التكاليف: الثقافية (المتاحف والمسارح)، والسياحية أيضا: الإقامة (الفنادق)، والترفيه، والتسوق، وما إلى ذلك. كما تسمح بتخفيض أسعار النقل (الطائرة، القطار، تأجير السيارات).
وتستخدم بطاقة ISIC، المدعومة من قبل اليونسكو، في 120 دولة.
وهي بطاقة فردية، مزودة بصورة، ومتاحة لجميع الطلاب وطلاب المدارس الثانوية والجامعات. ويمكن الحصول عليها ابتداء من اثنتي عشرة (12) سنة وليس هناك حد أقصى للعمر. يقدر سعر الحصول عليها ما بين 4 و25 أورو حسب البلد الذي يقيم فيه الطالب وتختلف أيضا مدة صلاحيتها حسب البلد وغالبا ما تتطلب تجديدها كل سنة.